# Les Cathédrales de l'industrie
Les Cathédrales de l'industrie è l'ultimo album in studio dei Malicorne, pubblicato dalla Celluloid Records nel 1986. Seguiranno alcune compilations del gruppo e un live, registrato nel 2010 e pubblicato nel 2011. 

## Tracce
Brani composti da Gabriel Yacoub, eccetto dove indicato
Lato A
1. Les Cathédrales de l'industrie – 4:40
2. Dormeur – 4:42
3. Il me reste un voyage à faire – 3:58 (Gabriel Yacoub, Olivier Kowalski)
4. La Nuit des sorcières – 4:18

Lato B
1. Big Science (1.2.3.) – 3:37 (Gabriel Yacoub, Olivier Kowalski)
2. Le Temps – 3:48
3. Robe blanche, robe noire – 3:26
4. Sorcier – 4:04
5. Je resterai ici – 4:05

## Formazione
- Gabriel Yacoub - voce, chitarre, mandoloncello, armonica
- Marie Yacoub - voce, ghironda
- Olivier Kowalski - voce, basso, chitarre, claviers
- Michel Le Cam - voce, violino, mandolino, cromorno
- Jean-Pierre Arnoux - batteria, percussioni

Musicisti aggiunti
- Alan Kloatr - uilleann pipes, tin whistle
- Olivier Daviau - cornamuse (chabrette)
- Jean-Michel Kajdan - chitarra elettrica, programmatore emulatore
- Patrick Robin - programmatore sequenziale[4]